# Martina Jöbstl
Martina Jöbstl (* 24. Februar 1992 in Zell am See) ist eine österreichische Politikerin (ÖVP). Sie ist seit 2013 Abgeordnete zum Salzburger Landtag.

## Ausbildung und Beruf
Jöbstl besuchte zwischen den Jahren 1998 und 2002 die Volksschule in Maishofen, bevor sie 2002 an das Bundesrealgymnasium in Zell am See wechselte. Nach dem Besuch der Unterstufe verließ sie 2006 das Gymnasium, um sich an der Höheren technische Bundeslehranstalt in Saalfelden im Fachbereich Mechatronik weiterzubilden. Sie legte in der Folge 2011 die Matura an der HTL in Saalfelden ab und begann noch im selben Jahr ein Studium der Rechtswissenschaften an der Universität Salzburg, das sie 2018 als Magistra abschloss.

## Politik und Funktionen
Jöbstl war bereits in ihrer Schulzeit politisch aktiv und übernahm 2008 die Funktion der Landesobmann-Stellvertreterin der Salzburger Schülerunion. Diese Funktion übte sie bis 2012 aus. Des Weiteren wirkte sie zwischen 2009 und 2010 als BMHS-Landesschulsprecherin des Landes Salzburg, war zudem von 2009 bis 2010 BMHS-Bereichsprecherin der Bundesschülervertretung und von 2010 bis 2011 BMHS-Landesschulsprecherin. 2012 wurde sie zur Landesobmann-Stellvertreterin der Jungen ÖVP Salzburg gewählt, wodurch sie auch Mitglied des Landesvorstands der Jungen Volkspartei Salzburg wurde. Schließlich wurde sie am 7. November 2014 zur Landesobfrau der Jungen ÖVP gewählt. 
Jöbstl kandidierte bei der Landtagswahl 2013 für die ÖVP auf Platz 10 im Bezirk Zell am See und auf Platz 12 auf der Landesliste der Volkspartei. Trotzdem die ÖVP bei der Landtagswahl nur 11 Mandate erreichte, konnte Jöbstl in den Landtag einziehen. Sie wurde am 19. Juni 2013 mit 21 Jahren als bislang jüngste Landtagsabgeordnete und Mitglied des ÖVP-Landtagsklubs angelobt. Jöbstl ist Bereichsprecherin für Jugend und Sport innerhalb des ÖVP-Landtagsklubs.
Im August 2021 wurde Sebastian Wallner als Nachfolger von Martina Jöbstl zum Landesobmann der JVP Salzburg gewählt.